# Буска
Бу̀ска (на италиански и на пиемонтски: Busca) е град и община в Северна Италия, провинция Кунео, регион Пиемонт. Разположен е на 500 m надморска височина. Населението на общината е 10 049 души (към 2010 г.).